# Jardim do Torel
O Jardim do Torel é um jardim situado na Rua Júlio de Andrade, em Lisboa, na freguesia de Santo António.

## Situação
O jardim do Torel está situado junto ao Campo dos Mártires da Pátria, na encosta virada para a Avenida da Liberdade, no denominado sítio do Torel, espaço ocupado por um conjunto de palacetes construído ao gosto revivalista do século XIX. 
Tem três entradas, a principal pela Rua de Júlio de Andrade, perto do Elevador do Lavra, outra mais abaixo, na Rua do Telhal e por fim junto à escola primária da freguesia de são José..

## História
O nome tem a sua origem numa família, provavelmente de origem holandesa, que habitou o local.
Em 1886, Manuel de Castro Guimarães mandou edificar um palacete com um jardim na encosta, com projeto de José Luís Monteiro.
O palacete foi vendido ao Estado em 1927, para alojar a Polícia de Investigação Criminal, tendo o jardim sido cedido à Câmara Municipal de Lisboa a troco da construção de uma extensão do palacete para utilização por aquela polícia.

## Descrição e utilizações

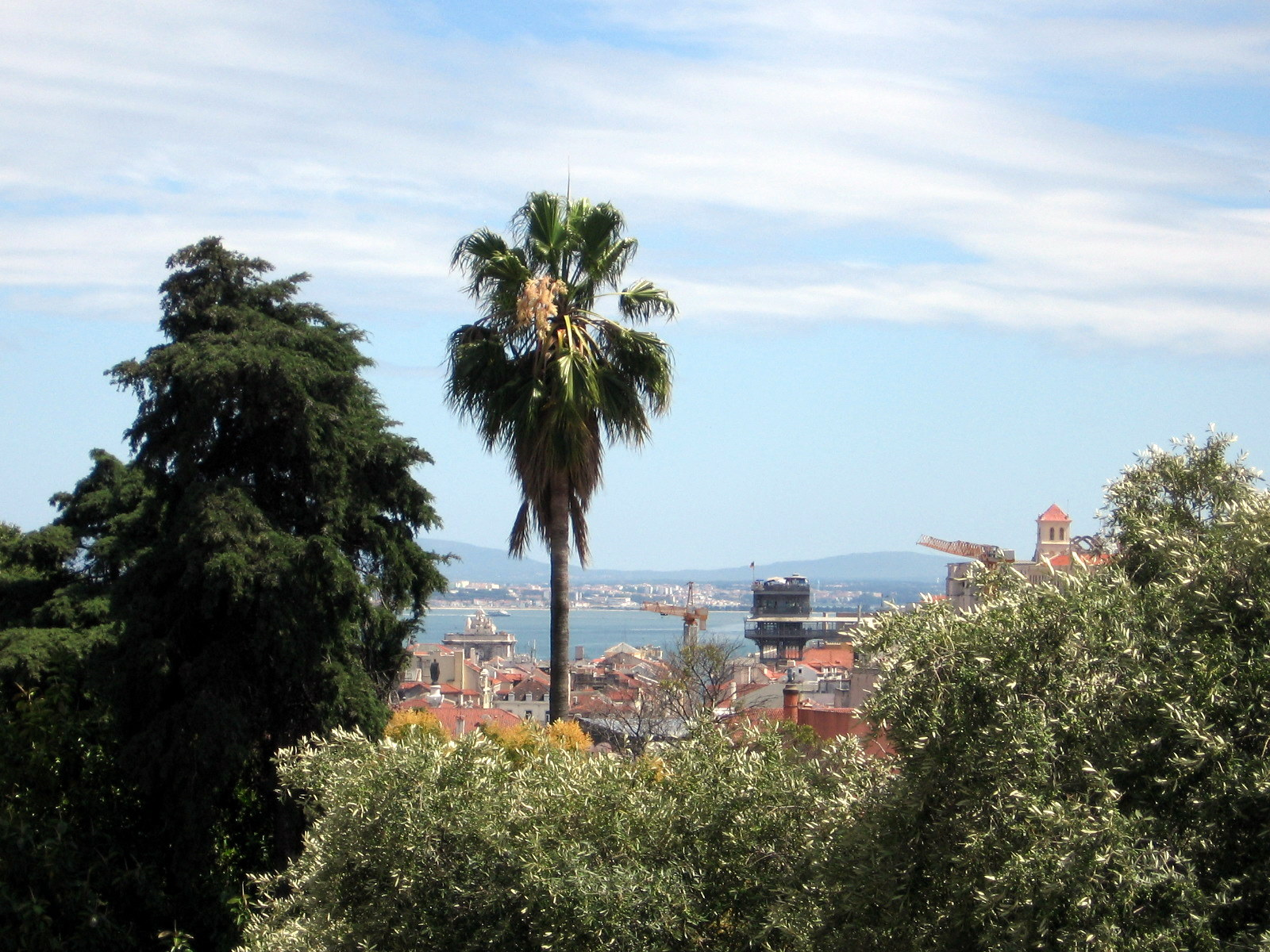
Vista do miradouro do Torel, onde se pode observar o arco da Rua Augusta, a estátua de D. Pedro IV, no Rossio, e o Elevador de Santa Justa.

O jardim é, mercê da localização no topo da colina de Santana, um miradouro com vistas para a Baixa, o Rio Tejo e a Sétima Colina.
Possui vários pequenos lagos e uma estátua de Viana da Mota. O Torel tem muita sombra, pouca concorrência e uma vista aberta sobre toda a zona antiga de Lisboa. 
Desde 2014 o jardim transforma-se em praia urbana (com mergulhores de biquini na fonte maior e areia espalhada pelo chão) no mês de Agosto. 